# Aaron Yoo
Aaron Yoo (ur. 12 maja 1979 w East Brunswick Township w stanie New Jersey, USA) – amerykański aktor koreańskiego pochodzenia.

## Życiorys
Absolwent Uniwersytetu w Pensylwanii, w którym edukację ukończył w 2003 roku; był członkiem bractwa studenckiego Sigma Nu. Zdobywca Nagrody Specjalnej na Festiwalu Filmowym ShoWest Convention, USA, za rolę Choi'a, członka drużyny blackjacka, w filmie 21. Ceniony jest również za występy gościnne w popularnych serialach telewizyjnych. Występował także w Orpheum Theater w Los Angeles w Kalifornii. Zadebiutował niewielką rolą w odcinku pt. History Lessons serialu komediowego Nie ma sprawy, w 2003 roku. W 2008 roku powierzono mu rolę Chewie'go w horrorze Piątek, trzynastego w reżyserii Marcusa Nispela (Teksańska masakra piłą mechaniczną). W filmie zastąpił Davida Blue, swojego przyjaciela, który odstąpił mu własną rolę. Yoo ma także doświadczenie operatora filmowego – jest autorem zdjęć do sześciominutowego krótkometrażowego filmu Georgii Lee Bloom (2000).

## Filmografia
- 2010: Koszmar z ulicy Wiązów (A Nightmare on Elm Street) jako Marcus Yeon
- 2009: Prawo ciążenia (Labor Pains) jako Miles
- 2009: Gamer jako Humanz Dude
- 2009: Piątek, trzynastego (Friday the 13th) jako Chewie
- 2008: Nick and Norah's Infinite Playlist jako Thom
- 2008: 364 Cranes jako Tommy
- 2008: Ostry dyżur (ER) jako Kwan Li
- 2008: 21 jako Choi
- 2008: The Wackness jako Justin
- 2007: Niepokój (Disturbia) jako Ronald Ryan „Ronnie"
- 2007: American Pastime jako Lyle Nomura
- 2007: Rocket Science jako Heston
- 2006: The Bedford Diaries jako James Fong
- 2006: Dry Clean Only jako pracownik pralni chemicznej
- 2006: Love Monkey jako Staffer #2
- 2005: Things That Go Bump in the Night jako Brad
- 2004: Prawo i bezprawie (Law & Order: Special Victims Unit) jako Tommy
- 2004: The Franklin Abraham jako Manny
- 2003: Nie ma sprawy (Ed) jako student Ethan